# Municipio de Greenfield (condado de Lackawanna)
El municipio de Greenfield (en inglés: Greenfield Township) es un municipio ubicado en el condado de Lackawanna en el estado estadounidense de Pensilvania. En el año 2000 tenía una población de 1.990 habitantes y una densidad poblacional de 36.9 personas por km².

## Geografía
El municipio de Greenfield se encuentra ubicado en las coordenadas 41°38′00″N 75°37′59″O / 41.63333, -75.63306.

## Demografía
Según la Oficina del Censo en 2000 los ingresos medios por hogar en la localidad eran de $39,865 y los ingresos medios por familia eran de $46,477. Los hombres tenían unos ingresos medios de $31,506 frente a los $23,571 para las mujeres. La renta per cápita de la localidad era de $18,517. Alrededor del 6% de la población estaba por debajo del umbral de pobreza.